# Xenarthra
Gli  xenartri (Xenarthra) (comunemente noti come edentati, sdentati o maldentati), sono un ordine dei mammiferi euteri. Molti scienziati, attualmente, pensano che gli xenartri siano in realtà un superordine, comprendente gli ordini dei cingolati (Cingulata) e dei pelosi (Pilosa). Ne fanno parte poche specie dell'America del Sud e centrale, tra cui gli armadilli, i bradipi e i formichieri.

## Caratteristiche e classificazione
Gli appartenenti a questo gruppo di mammiferi non hanno dentatura, o ne presentano una molto ridotta con denti senza smalto e a crescita continua. Si caratterizzano per la presenza di vertebre provviste di processi articolari supplementari (donde il nome, che significa "strane giunture"). Nel passato, gli xenartri erano classificati insieme ad altri mammiferi come i pangolini e l'oritteropo nel gruppo degli sdentati (Edentata). Successivamente, però, gli scienziati capirono che il gruppo era polifiletico: conteneva famiglie non strettamente imparentate fra di loro, ed era quindi artificiale. Attualmente, oritteropi e pangolini vengono classificati negli ordini, rispettivamente, dei tubulidentati e dei folidoti.
Dal momento che gli xenartri sono sprovvisti di molte caratteristiche comuni agli altri mammiferi euplacentati e possiedono una termoregolazione solo in parte efficiente, gli scienziati li considerano estranei agli epiteri (Epitheria), che comprendono tutti gli altri euteri. Alcuni scienziati considerano gli xenartri come parte del gruppo degli Atlantogenata.
La morfologia degli xenartri suggerisce che i formichieri e i bradipi siano strettamente imparentati fra di loro. È stato quindi creato per questi due gruppi il comune ordine dei pelosi (Pilosa), mentre gli armadilli sono considerati gli unici rappresentanti viventi dell'ordine dei cingolati (Cingulata).

## Origine ed evoluzione
L'origine degli xenartri può essere fatta risalire fino al Terziario inferiore (circa 60 milioni di anni fa), appena dopo la fine dell'età dei dinosauri. Nel corso del Cenozoico, in Sudamerica (rimasto isolato dagli altri continenti), gli xenartri si svilupparono in una quantità di forme, molte delle quali sopravvissero fino alla fine del Pleistocene (circa 10.000 anni fa). Le poche forme attuali, quindi, non sono che le specie relitte, sopravvissute all'interscambio faunistico tra Nordamerica e Sudamerica e alle successive glaciazioni. Tra le forme più caratteristiche ormai estinte sono da ricordare i cosiddetti bradipi terricoli giganti (tra cui Megatherium e Glossotherium), i corazzati gliptodontidi, simili a tartarughe, e Pampatherium, un gigantesco armadillo.

## Specie di xenartri
- Sottordine Vermilingua
  - Famiglia Cyclopedidae
    - Genere Cyclopes
      - Cyclopes didactylus - formichiere nano

  - Famiglia Myrmecophagidae
    - Genere Myrmecophaga
      - Myrmecophaga tridactyla - formichiere gigante

    - Genere Tamandua
      - Tamandua mexicana - tamandua del Messico
      - Tamandua tetradactyla - tamandua tetradattilo
- Sottordine Folivora
  - Famiglia Megalonychidae
    - Genere Choloepus
      - Choloepus didactylus - bradipo didattilo
      - Choloepus hoffmanni - colepo di Hoffmann

  - Famiglia Bradypodidae
    - Genere Bradypus
      - Bradypus variegatus - bradipo variegato
      - Bradypus tridactylus - bradipo tridattilo
      - Bradypus pygmaeus - bradipo pigmeo
      - Bradypus torquatus - bradipo dal cappuccio
- Sottordine Cingulata
  - Famiglia Dasypodidae
  - Sottofamiglia Dasypodinae
    - Genere Dasypus
      - Dasypus hybridus - armadillo meridionale
      - Dasypus kappleri - armadillo maggiore
      - Dasypus novemcinctus - armadillo a 9 fasce
      - Dasypus pilosus - armadillo peloso
      - Dasypus sabanicola - armadillo degli llanos
      - Dasypus septemcinctus - armadillo a 7 fasce

  - Famiglia Chlamyphoridae
  - Sottofamiglia Euphractinae
    - Genere Calyptophractus
      - Calyptophractus retusus - clamidoforo di Burmeister

    - Genere Chaetophractus
      - Chaetophractus nationi - armadillo peloso andino
      - Chaetophractus vellerosus - armadillo peloso urlatore
      - Chaetophractus villosus - armadillo peloso maggiore

    - Genere Chlamyphorus
      - Chlamyphorus truncatus - clamidoforo troncato

    - Genere Euphractus
      - Euphractus sexcinctus - armadillo a 6 fasce

    - Genere Zaedyus
      - Zaedyus pichiy - pichi

  - Sottofamiglia Tolypeutinae
    - Genere Cabassous
      - Cabassous centralis - armadillo a coda molle settentrionale
      - Cabassous chacoensis - armadillo a coda molle del Chaco
      - Cabassous tatouay - armadillo a coda molle maggiore
      - Cabassous unicinctus - armadillo a coda molle meridionale

    - Genere Priodontes
      - Priodontes maximus - armadillo gigante

    - Genere Tolypeutes
      - Tolypeutes matacus - armadillo a 3 fasce
      - Tolypeutes tricinctus - bolita

|               | Xenarthra                                                           |
|               |                                                                     |
| Boreoeutheria | \| \| Laurasiatheria \| \| \| \| \| \| Euarchontoglires \| \| \| \| |
|               | \| \| Laurasiatheria \| \| \| \| \| \| Euarchontoglires \| \| \| \| |
|               | Laurasiatheria                                                      |
|               |                                                                     |
|               | Euarchontoglires                                                    |
|               |                                                                     |

|  | Laurasiatheria   |
|  |                  |
|  | Euarchontoglires |
|  |                  |

|               | Xenarthra                                                           |
|               |                                                                     |
| Boreoeutheria | \| \| Laurasiatheria \| \| \| \| \| \| Euarchontoglires \| \| \| \| |
|               | \| \| Laurasiatheria \| \| \| \| \| \| Euarchontoglires \| \| \| \| |
|               | Laurasiatheria                                                      |
|               |                                                                     |
|               | Euarchontoglires                                                    |
|               |                                                                     |

|  | Laurasiatheria   |
|  |                  |
|  | Euarchontoglires |
|  |                  |